# Laka (Kousséri)
Pour les articles homonymes, voir Laka.
Laka est une localité du Cameroun située dans le département du Logone-et-Chari et la Région de l'Extrême-Nord, au sud-est du lac Tchad, à la frontière avec le Tchad. Elle fait partie de la commune de Kousséri et du canton de Kousséri ville.

## Population
Ce village possède une population totale de 4264 habitants. Parmi eux 2223 sont des hommes et 2041 sont des femmes,.

## Institutions

### Éducation
Lycée de Laka